# Geranomyia grampianicola
Geranomyia grampianicola är en tvåvingeart som först beskrevs av Alexander 1930.  Geranomyia grampianicola ingår i släktet Geranomyia och familjen småharkrankar. Inga underarter finns listade i Catalogue of Life.